# Perforación científica

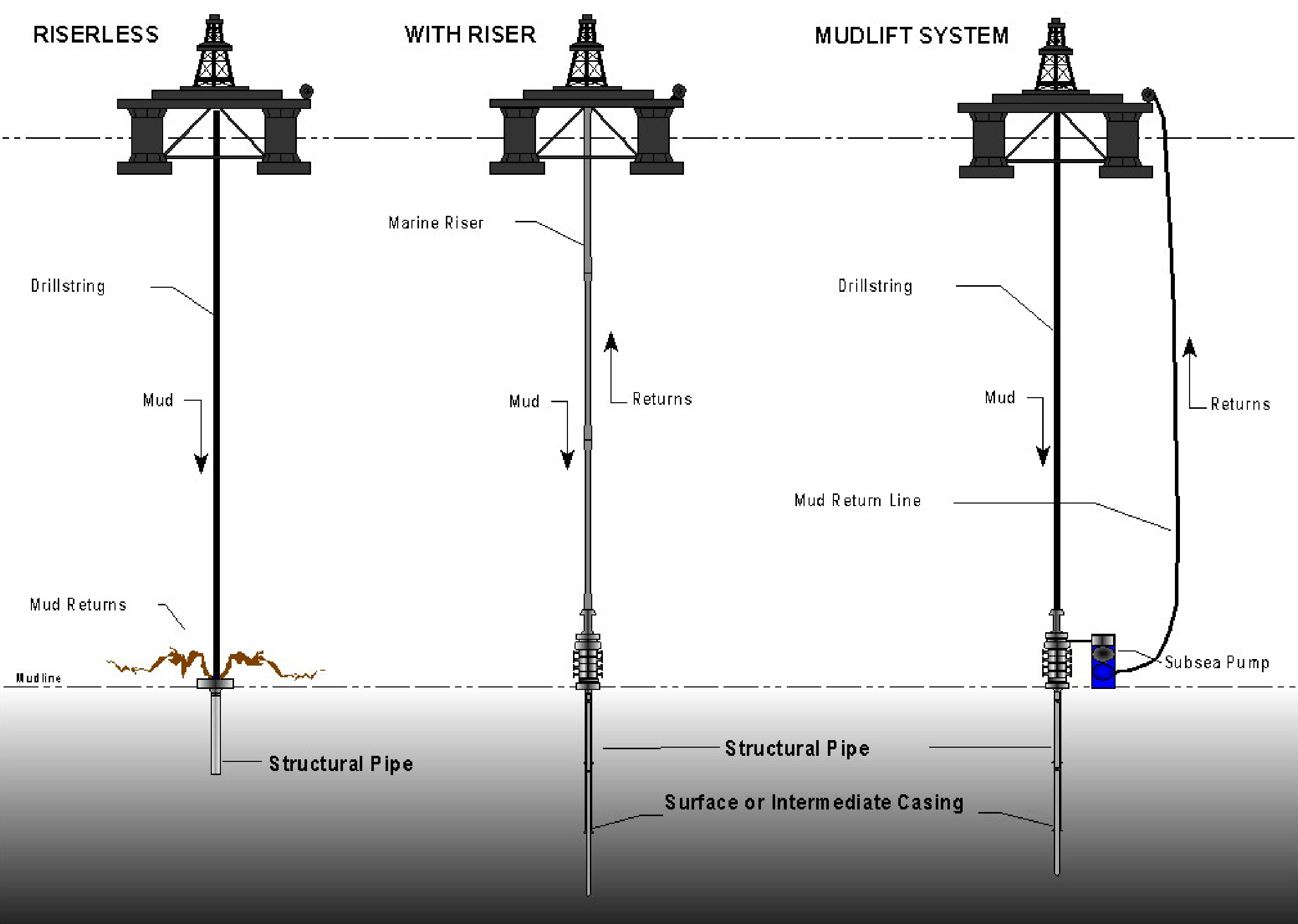
Perforación sin contrahuella y con levantamiento de lodo

La perforación científica en la Tierra es una forma que tienen los científicos de sondear los sedimentos, la corteza y el manto superior de la Tierra. Además de las muestras de rocas, la tecnología de perforación puede descubrir muestras de fluidos connatos y de la biosfera del subsuelo, principalmente vida microbiana, preservadas en muestras perforadas. La perforación científica se lleva a cabo en tierra por el Programa Internacional de Perforación Científica Continental (ICDP) y en el mar por el Programa Integrado de Perforación Oceánica (IODP). Las perforaciones científicas en los continentes incluyen perforaciones en terrenos sólidos y también perforaciones desde pequeñas embarcaciones en lagos. Muestreo de glaciares gruesos y capas de hielo para obtener núcleos de hielo está relacionado pero no se describirá más aquí.
Al igual que las sondas enviadas al espacio exterior, la perforación científica es una tecnología que se utiliza para obtener muestras de lugares a los que la gente no puede llegar. Los seres humanos han descendido hasta 2.212 m (7.257 pies) en la cueva Veryovkina, la cueva más profunda conocida del mundo, ubicada en las montañas del Cáucaso del país de Georgia. Los mineros de oro en Sudáfrica descienden regularmente a más de 3.400 m, pero ningún ser humano ha descendido jamás a mayores profundidades bajo la superficie sólida de la Tierra. A medida que aumenta la profundidad en la Tierra, aumentan la temperatura y la presión. Las temperaturas en la corteza aumentan unos 15 °C por kilómetro, lo que hace imposible que los seres humanos existan a profundidades superiores a varios kilómetros, incluso si de alguna manera fuera posible mantener los pozos abiertos a pesar de la tremenda presión.
La perforación científica tiene un alcance interdisciplinario e internacional. Por lo general, los científicos individuales no pueden emprender solos proyectos de perforación científica. A menudo se requiere el trabajo en equipo entre científicos, ingenieros y administradores para tener éxito en la planificación y ejecución de un proyecto de perforación, el análisis de las muestras y la interpretación y publicación de los resultados en revistas científicas.

## Propósitos
La perforación científica se utiliza para abordar una amplia gama de problemas que no pueden abordarse utilizando rocas expuestas en la superficie o el fondo marino. El Programa Integrado de Perforación Oceánica tiene un amplio conjunto de objetivos de investigación, que se pueden dividir en tres temas principales:
1. La naturaleza de la biosfera profunda y el fondo marino oceánico
2. Comprender el cambio, los procesos y los efectos ambientales.
3. Ciclos y geodinámica de la Tierra sólida.

ICDP se centra en la perforación científica para abordar las siguientes preguntas sobre la historia, la química y la física de la Tierra y la biosfera:
1. ¿Cuáles son los procesos físicos y químicos responsables de los terremotos y las erupciones volcánicas , y cuáles son las mejores formas de minimizar sus efectos?
2. ¿Cómo ha cambiado el clima de la Tierra en el pasado reciente y cuáles son las razones de tales cambios?
3. ¿Cuáles han sido los efectos de los impactos de meteoritos ( bólidos ) en el clima y las extinciones masivas de vida?
4. ¿Cuál es la naturaleza de la biosfera profunda y su relación con procesos geológicos como la maduración de los hidrocarburos , la deposición de minerales y la evolución de la vida en la Tierra ?
5. ¿Cuáles son las formas de eliminar de forma segura los materiales de desecho radiactivos y otros materiales tóxicos ?
6. ¿Cómo se originan y evolucionan las cuencas sedimentarias y los recursos de combustibles fósiles ?
7. ¿Cómo se forman los depósitos de minerales y metales ?
8. ¿Cuáles son las físicas fundamentales de la tectónica de placas y la transferencia de calor, masa y fluidos a través de la corteza terrestre?
9. ¿Cómo pueden las personas interpretar mejor los datos geofísicos utilizados para determinar la estructura y las propiedades de la corteza terrestre?

## Perforaciones más profundas
El Pozo superprofundo de Kola en la península de Kola en Rusia alcanzó los 12.262 metros (40.230 pies) y es la penetración más profunda de la superficie sólida de la Tierra. El programa alemán de perforación profunda continental a 9,1 kilómetros (5,7 millas) ha demostrado que la corteza terrestre es mayoritariamente porosa. Se lograron perforaciones de hasta 2,1 kilómetros (1,3 millas) en el fondo marino en DSDP/ODP/IODP Hole 504B. Debido a que la corteza continental tiene un espesor promedio de unos 45 km, mientras que la corteza oceánica tiene un espesor de 6 a 7 km, las perforaciones profundas han penetrado solo el 25-30% superior de ambas cortezas.

## Perforación oceánica
El buque de perforación que se ha utilizado durante los últimos 20 años o más, el JOIDES Resolución, perfora sin tubo ascendente. La perforación sin riser utiliza agua de mar como fluido de perforación principal, que se bombea hacia abajo a través de la tubería de perforación. Esto limpia y enfría la broca y levanta los recortes fuera del agujero, apilándolos en un cono alrededor del agujero. El nuevo buque perforador japonés, el Chikyū, utiliza un tubo ascendente para perforar. El sistema ascendente incluye una carcasa exterior que rodea la tubería de perforación, para proporcionar circulación de retorno del fluido de perforación para mantener el equilibrio de presión dentro del pozo. Un preventor de reventones (BOP) protege el buque y el medio ambiente de cualquier liberación inesperada de gas y petróleo. Esta tecnología es necesaria para perforar varios miles de metros en la Tierra y para perforar sedimentos espesos donde podrían residir petróleo y gas.